# Schießplatz Bindfelde östlich Stendal
Schießplatz Bindfelde östlich Stendal este o arie protejată (arie specială de conservare — SAC, sit de importanță comunitară — SCI) din Germania întinsă pe o suprafață de 183 ha, integral pe uscat.

## Localizare
Centrul sitului Schießplatz Bindfelde östlich Stendal este situat la coordonatele 52°36′18″N 11°55′14″E / 52.605°N 11.9206°E.

## Înființare
Situl Schießplatz Bindfelde östlich Stendal a fost declarat sit de importanță comunitară în octombrie 2000 pentru a proteja un număr necunoscut de specii din flora spontană și fauna sălbatică aflate în arealul zonei. Situl a fost protejat și ca arie specială de conservare în decembrie 2018.

## Biodiversitate
Situată în ecoregiunea continentală, aria protejată conține 5 habitate naturale: Pajiști uscate europene, Pajiști calcaroase din nisipuri xerice, Pajiști cu Molinia pe soluri calcaroase, turboase sau argilos-nămoloase (Molinion caeruleae), Fânețe de joasă altitudine (Alopecurus pratensis, Sanguisorba officinalis), Păduri acidofile de stejar bătrân cu Quercus robur pe câmpii nisipoase.
La baza desemnării sitului se află un număr nedeclarat de specii protejate:
Pe lângă speciile protejate, pe teritoriul sitului au mai fost identificate 16 specii de plante, 5 specii de amfibieni, 4 specii de mamifere, 9 specii de nevertebrate, 1 specie de reptile.